# ماو بياو
ماو بياو (بالصينية: 毛彪) (24 يوليو 1987 بتيانجين في الصين - ) هو لاعب كرة قدم صيني في مركز الهجوم. شارك مع منتخب الصين لكرة القدم. أما مع النوادي، فقد لعب مع نادي تيانجين تيدا.

## مسيرته الكروية
لعب ماو بياو خلال مسيرته الاحترافية مع نادِ واحدٍ في اثنا عشر موسمًا وسجل خلالها 17 هدفًا ضمن 164 مباراة. ولم يفز بأي موسم بالكأس أو بالدوري.
خاض ماو بياو مسيرته مع نادي تيانجين تيدا في موسم 2005 ليلعب معه اثنا عشر موسمًا، مشاركًا في 164 مباراة سجل خلالها 17 هدفًا.

## وصلات خارجية
- ماو بياو على موقع قاعدة بيانات كرة القدم.إي يو (الإنجليزية)
- ماو بياو على موقع ناشيونال فوتبول تيمز (الإنجليزية)
- ماو بياو على موقع Soccerway.com (الإنجليزية)